# Duilius gracilis
Duilius gracilis är en insektsart som först beskrevs av Mitjaev 1969.  Duilius gracilis ingår i släktet Duilius och familjen kilstritar. Inga underarter finns listade i Catalogue of Life.